# Honorio Machado Pérez
Honorio Rafael Machado Pérez (Quíbor, Estat Lara, 26 de juliol de 1982) és un ciclista veneçolà que fou professional del 2006 al 2009. Del seu palmarès destaca un campionat nacional en ruta, i la medalla d'or als Jocs Centreamericans i del Carib.

## Palmarès
- 2003
  - Vencedor d'una etapa de la Volta a Veneçuela
- 2004
  - Vencedor d'una etapa de la Volta al Táchira
- 2008
  - Vencedor de 2 etapes de la Volta a Veneçuela
- 2009
  -  Campió de Veneçuela en ruta
  - Vencedor de 2 etapes de la Volta a Veneçuela
- 2010
  - Medalla d'or als Jocs Centreamericans i del Carib en ruta
- 2011
  - Vencedor d'una etapa de la Volta al Táchira
  - Vencedor de 2 etapes de la Volta a Veneçuela
- 2013
  - Vencedor d'una etapa de la Ruta del Centro
- 2014
  - Vencedor de 2 etapes de la Volta del Paranà
- 2015
  - 1r a la Copa de la Federació Veneçolana de Ciclisme